# Wyściółczak zarodkowy

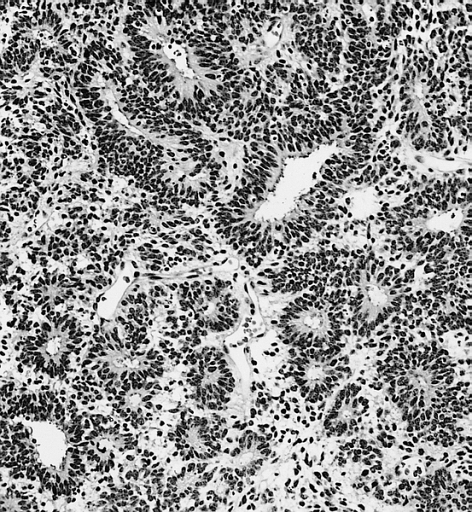
Obraz mikroskopowy wyściółczaka zarodkowego: widać liczne rozetki utworzone przez niezróżnicowane komórki guza

Wyściółczak zarodkowy (łac. ependymoblastoma, ang. ependymoblastoma) – bardzo rzadki nowotworowy guz mózgu pochodzenia zarodkowego, należący do guzów drobnookrągłokomórkowych. Jest guzem o wysokiej złośliwości (IV° według WHO). 